# Sárga vadgesztenye
A sárga vadgesztenye (Aesculus flava) a szappanfafélék (Sapindaceae) családjában a vadgesztenye (Aesculus) nemzetség egyik Észak-Amerikai faja.
Aesculus octandra néven is ismert. A legszebb őszi lombszínű faj.

## Származása, élőhelye
Az USA keleti része, nyirkos, sűrű erdők.

## Leírása
Terebélyes, kúpos, 30 m magasra növő lombhullató fafaj.
A kérge szürkésbarna, nagy, sima pikkelyekben hámló. A levelei tenyeresek, rendszerint 5 rövid nyelű, 15 cm hosszú, szúrosan fogazott, sötétzöld levélkéből összetettek. Ősszel narancsvörösre színeződnek. A virágai  sárgák, négyszirmúak. Felálló, kúpos, 15 cm-es bugáik tavasz végén, nyár elején nyílnak. Termése sima, kerekded, 6 cm átmérőjű, barna pikkelyekkel fedett, rendszerint kétmagvú tok.

## Képek

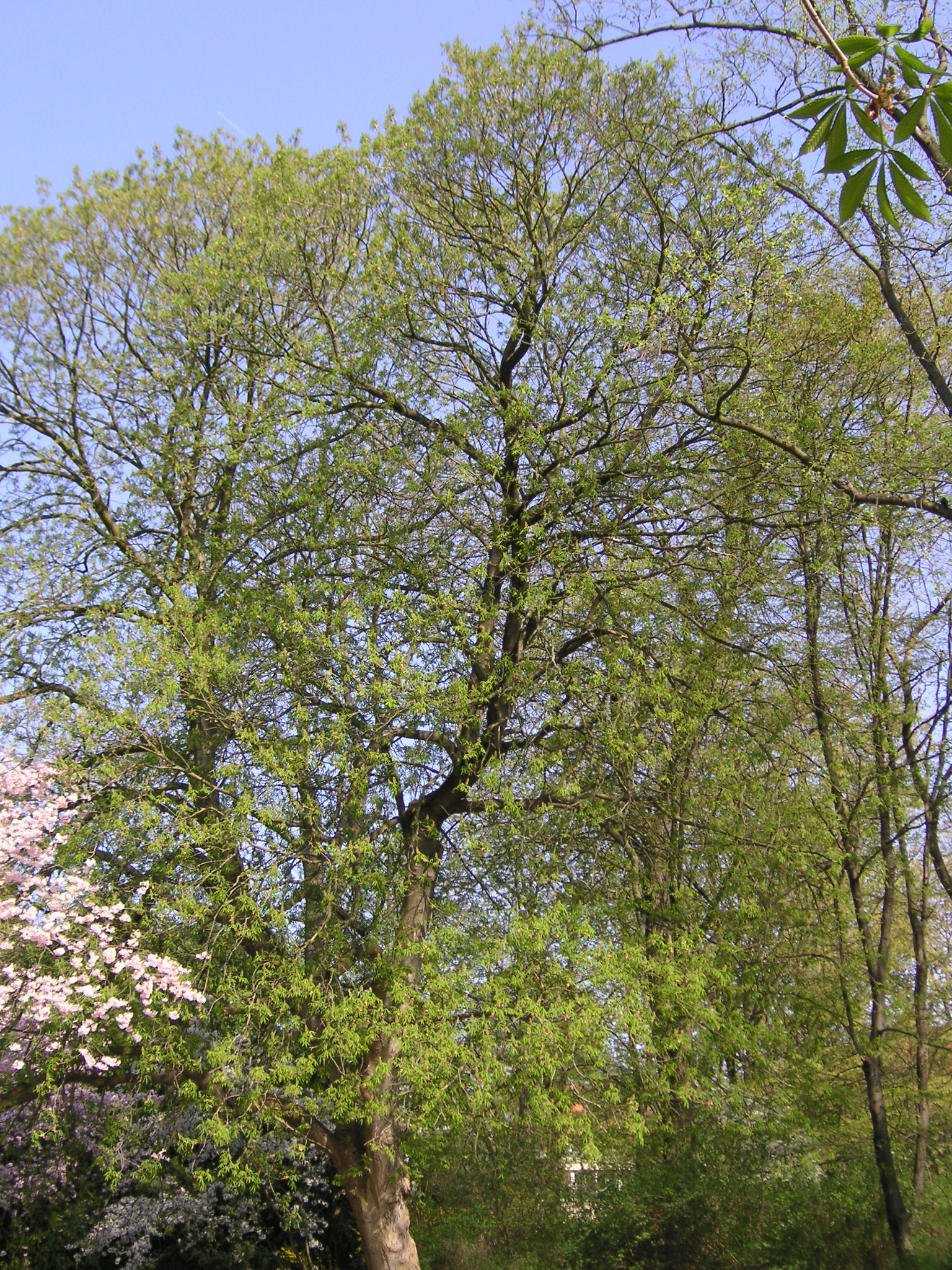
Habitusa
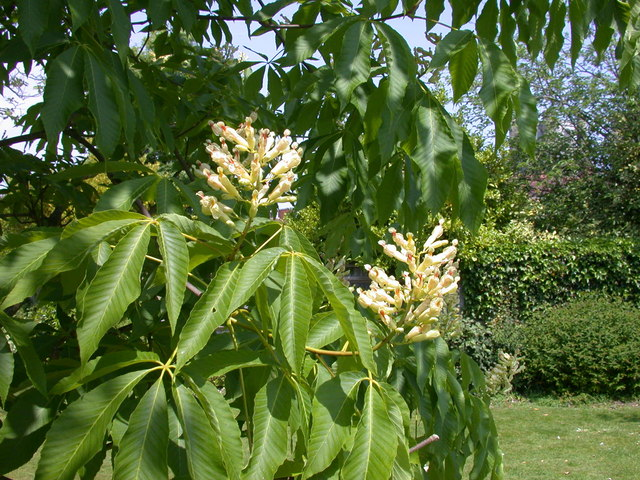
Levelei
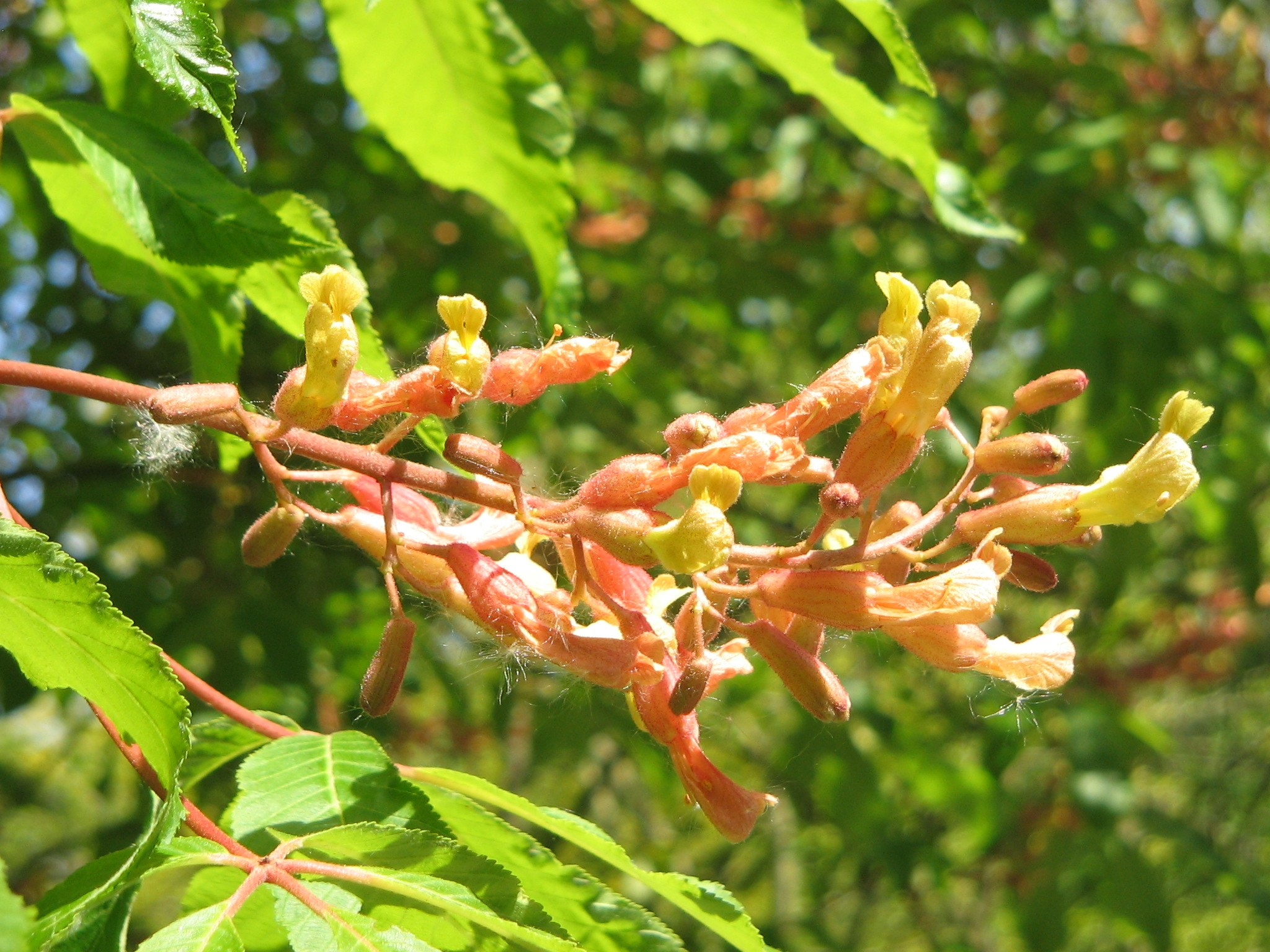
Virágai közelről
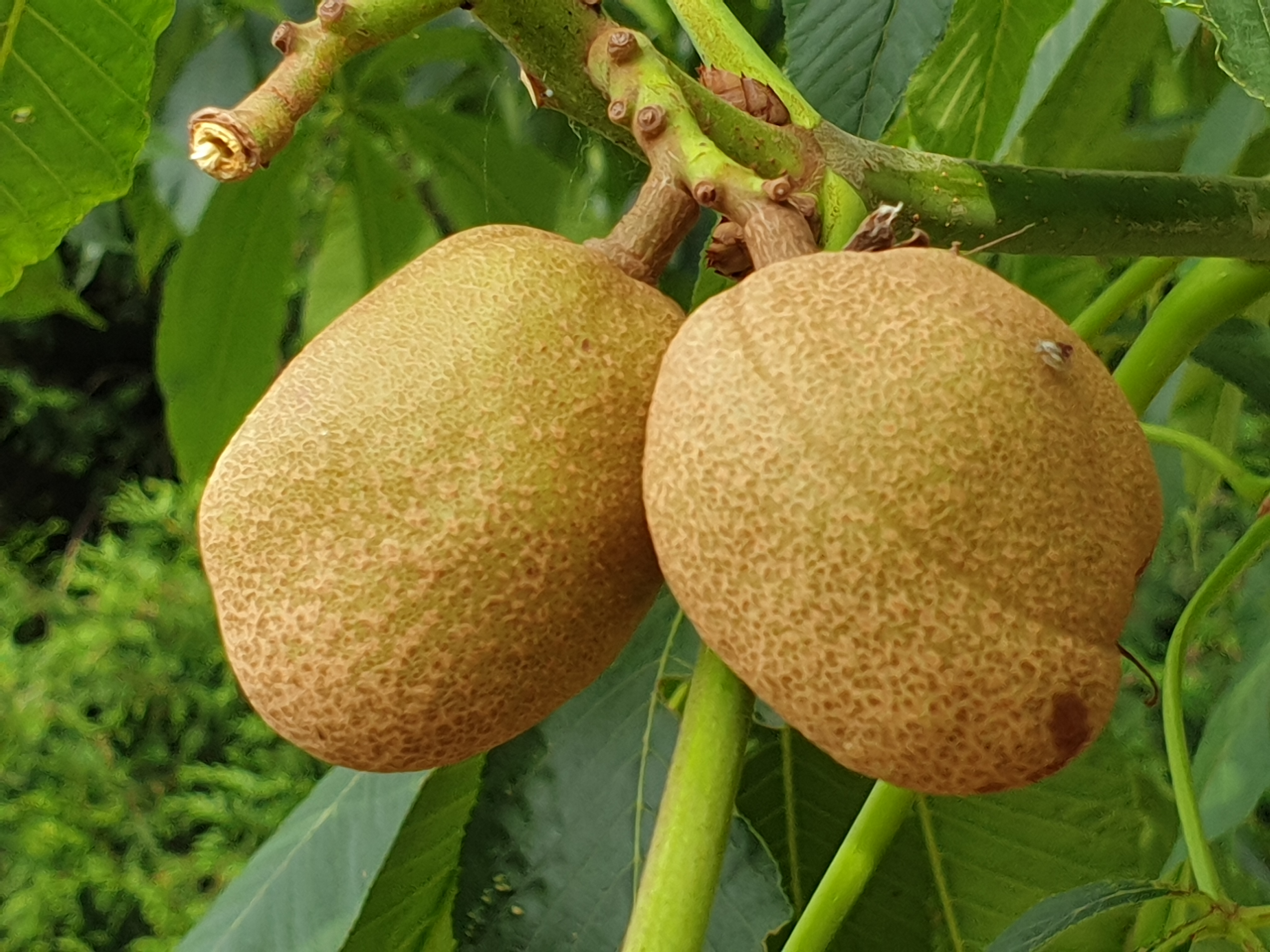
Termései